# Тузмухамедов, Эркин Раисович
Тузмухамедов Эркин Раисович (18 февраля 1961, Москва) — российский радиоведущий, эксперт по крепкому алкоголю, журналист, писатель, продюсер.

## Профессиональные достижения
Посол коньяка (BNIC), Посол хереса (Consejo regulador de vinos de Jerez). Амбассадор бренда Dewar's в России.
Автор книг «Бухло», «Шотландский виски», «Крепкие спиртные напитки мира. Питьевые заметки», «Виски: путеводитель», «Виски мира», «Всё, что вы хотели знать о шотландском виски»; главный редактор журнала «Доля ангела», организатор конкурса домашних дистиллятов «Кубок малого шлема», сопредседатель движения «Умеренно пьющие».
Обладатель премии Barproof в номинации «Лучшая книга» за 2017 год.
Член Российской ассоциации сомелье.
Неоднократно приглашался на телевидение и радио в качестве эксперта по алкоголю. Автор цикла лекций «Великие бренды виски» на Youtube-канале «Фрейтак медиа» адвоката Николая Фрейтака.
Вице-президент Российской ассоциации трубочных клубов. Участник чемпионатов России и мира по медленному курению трубки, а также организатор подобных соревнований. Глава судейской коллегии XIX Открытого чемпионата России по медленному курению трубки (Москва, 2023). 

## Радио и музыка
В начале 1990-х был ведущим на радио SNC, директор и продюсер группы Тайм-аут.
Художественный руководитель и солист ансамбля фанерной музыки «Моржовые», состоит в российском объединении каскадёров «Мастер».

## Книги
- Шампанское и другие игристые вина Франции. — Издательство BBPG, 2000. — ISBN 5-93679-014-2
- Виски мира. — Издательство: BBPG, 2003. — ISBN 5-93679-035-5
- Крепкие спиртные напитки мира. — Издательство: BBPG, 2006. — ISBN 5-93679-075-4, 978-5-936790-89-8
- Виски. Путеводитель — Издательство: BBPG, 2007. — ISBN 978-5-93679-078-2
- Все, что вы хотели знать о шотландском виски. — Издательство: Dewar’s digital book, 2008.
- Бухло. — Издательство: BBPG, 2009. — ISBN 978-5-936791-03-1
- Крепкие спиртные напитки. — Издательство: BBPG, 2013. — ISBN 978-5-93679-198-7

## Семья
По национальности узбек.
Отец — Раис Абдулхакович Тузмухамедов (29.04.1926 — 24.06.1996) — советский дипломат. Эркин признаётся, что любовь к виски приобрёл в подростковом возрасте, когда втайне пробовал напитки из коллекции отца, которые тот привозил из заграничных дипломатических командировок.
Мать — Лола Алимовна Шарафутдинова (1933—2007), искусствовед.
Брат — Тузмухамедов, Бахтияр Раисович (30.03.1955) — юрист-международник, профессор Дипломатической академии МИД РФ, государственный советник юстиции 3 класса, «Заслуженный юрист РФ».